# Västra Svansjön, Dalarna
Västra Svansjön är en sjö i Rättviks kommun i Dalarna och ingår i Dalälvens huvudavrinningsområde. Sjön är 10 meter djup, har en yta på 0,163 kvadratkilometer och befinner sig 286,1 meter över havet. Sjön avvattnas av vattendraget Almån.

## Delavrinningsområde
Västra Svansjön ingår i det delavrinningsområde (675485-149349) som SMHI kallar för Mynnar i Balungen. Medelhöjden är 306 meter över havet och ytan är 27,76 kvadratkilometer. Det finns inga avrinningsområden uppströms utan avrinningsområdet är högsta punkten. Almån som avvattnar avrinningsområdet har biflödesordning 3, vilket innebär att vattnet flödar genom totalt 3 vattendrag innan det når havet efter 270 kilometer. Avrinningsområdet består mestadels av skog (86 procent). Avrinningsområdet har 0,16 kvadratkilometer vattenytor vilket ger det en sjöprocent på 0,6 procent.